# Шнитке, Виктор Гарриевич
Виктор Гарриевич Шнитке (нем. Viktor Schnittke, 31 января 1937, Энгельс — 17 ноября 1994, Регенсбург) — немецкий советский поэт, прозаик и переводчик.

## Биография
Виктор Шнитке родился в Республике немцев Поволжья в 1937 году в смешанной еврейской (отец) и немецкой (мать) семье. Его отец, Гарри Викторович Шнитке (1914—1975), был журналистом и переводчиком; мать, Мария Иосифовна Фогель (1910—1972), была учительницей. Послевоенные годы Виктор Шнитке провёл в Вене, где до демобилизации служил военным корреспондентом «Österreichische Zeitung» его отец. По возвращении в Советский Союз, семья обосновалась в Москве (сначала в подмосковной Валентиновке), где жили его бабушка и дедушка по отцовской линии — инженер Виктор Миронович Шнитке (1889—1956) и филолог-германист Теа Абрамовна Кац (1889—1970), и где он провёл большую часть жизни.
Окончил отделения английского и немецкого языков Московского педагогического института (1958).
С 1955 года работал в газете «Neues Leben» (где также работали его отец, мать и дядя — Анатолий Викторович Шнитке). В 1970—1991 годах — сотрудник издательства иностранной литературы «Прогресс», с 1991 года — издательства «Руссика».
Похоронен на Введенском кладбище рядом с родителями (9 уч.).

## Семья
- Жена — Екатерина Георгиевна Казённова-Шнитке, филолог, преподаватель английского языка.
- Брат — композитор Альфред Шнитке, автор вокального цикла «Три стихотворения Виктора Шнитке» для тенора и фортепиано (1987).[4]
- Двоюродный брат — Владимир Эдуардович Шнитке (род. 1939), правозащитник и общественный деятель, кандидат технических наук, председатель петербургского общества «Мемориал» (1989), основатель Петербургского научно-исследовательского центра «Холокост».[5]

## Творчество
Виктор Шнитке писал стихотворения на немецком языке, в меньшей степени на русском и английском языках; рассказы исключительно по-немецки. Литературное наследие поэта собрано в трёх опубликованных в Москве сборниках стихотворений и прозы. Главной темой его произведений была двойственность положения поэта, особенно в выпавшие на военную пору детские годы, как представителя одновременно еврейского и немецкого народов.
Перевёл с немецкого языка книги по музыковедению, в том числе опубликованные издательством «Музыка» в 1980 году «Иоганнес Брамс» Ф. Грасбергера и «Иоганн Штраус» Ф. Майлера, и в 2001 году «Арнольд Шёнберг. Письма». Автор перевода лирики кантаты «История доктора Иоганна Фауста» своего брата, композитора Альфреда Шнитке. Публиковался в газете «Neues Leben», где работала его мать. В издательстве Progress Publishers осуществил переводы работ Карла Маркса и Фридриха Энгельса с немецкого на английский язык.

## Произведения
- Viktor Schnittke. Stimmen des Schweigens. Erzählungen und Gedichte (Голоса молчания: рассказы и стихи). Moskau: Raduga-Verlag, 1992.
- В. Г. Шнитке. Стихотворения. Gedichte. Poems. Составление и подготовка текстов Н. Леонтьевой и Н. Резниченко, редактор О. Клинг. Москва: Международный союз немецкой культуры, 1996.
- В. Г. Шнитке. Колодец на Степной (книга избранной прозы). Москва: Варяг, 1998.

## Память
- Международным союзом немецкой культуры (Москва) в 2012 г. объявлен Международный литературный конкурс им. Виктора Шнитке.